# Günter Strack
Günter Strack (Darmstadt, 4 juni 1929 - Münchsteinach, 18 januari 1999) was een Duitse allround-acteur.

## Jeugd en opleiding
Na het verlaten van de basisschool studeerde Strack in Stuttgart aan de Hogeschool voor Muziek en Beeldende Kunst. In 1949 debuteerde hij als Ferdinand in Friedrich von Schillers stuk Kabale und Liebe bij het Theater Oberhausen, waarna meerdere verbintenissen volgden in Darmstadt, Wiesbaden, Neurenberg en Hannover.

## Carrière
Strack speelde in meer dan 400 verschillende rollen in het theater, film en televisie. Een van de hoogtepunten uit zijn carrière was de samenwerking met Alfred Hitchcock voor Torn Curtain. Hij verkreeg grote populariteit door tv-series, waaronder Ein Fall für zwei, Diese Drombuschs, Mit Leib und Seele en Der König. Ook in de afleveringenreeks Hessische Geschichten werkte hij mee. In 1994 produceerde de ARD de film Der Dicke, waarin hij Gregor Ehrenberg speelde. Een vervolg kon door zijn ziekte niet meer worden gerealiseerd.

### Als stemacteur
Verder was Strack ook als stemacteur actief en leende zijn stem aan internationaal bekende collega's, waaronder Edward G. Robinson (Little Caesar), Spencer Tracy (The Seventh Cross), Orson Welles (Voyage of the Damned), William Conrad (Cannon en Nero Wolfe) en Obelix uit de Asterix-film Astérix et le Coup du menhir. Hij was een populaire volksacteur.

## Hobby
In 1989 maakte hij reclame voor het alcoholhoudende drankje Maltezerkreuz Aquavit met zijn slogan Mann gönnt sich ja sonst nichts. Als hobby-wijnboer teelde hij wijndruiven in Münchsteinach en tussen Hörstein en Wasserlos, de geboorteplaats van zijn moeder.

## Privéleven en overlijden
Op 28 juni 1996 kreeg Strack een hartaanval, waarna iets later een enterokokken-infectie volgde. Na zijn genezing draaide hij zijn laatste film Dr. Med. Mord uit de serie Der König. Op 18 februari 1999 overleed hij op de leeftijd van 69 jaar aan de gevolgen van hartfalen. Twee dagen eerder had hij tijdens het Duitse filmbal publiekelijk opgetreden. Hij werd bijgezet op het kerkhof van Münchsteinach. Strack was van 1958 tot aan zijn dood gehuwd met Lore Hennig (1936-2014), die zoon Michael (geb. 1956) mee in het huwelijk bracht. Uit het huwelijk met Lore stamt dochter Suzanne Dorothea Titze (geb. 1959).

## Onderscheidingen
- 1980 - Carl-Zuckmayer-Medaille
- 1990 - Bundesverdienstkreuz 1e Klasse
- 2000 - Ter herinnering aan Strack werd de Günter-Strack-tv-prijs ingevoerd

## Filmografie

### Speelfilms
- 1958: Der Datterich
- 1960: Das Wunder des Malachias
- 1966: Maigret und sein größter Fall
- 1966: Torn Curtain
- 1967: Das Arrangement (televisie)
- 1968: Madame Bovary
- 1969: Damenquartett
- 1970: Gefährliche Neugier
- 1970: Sessel zwischen Stühlen (tv)
- 1970: Tage der Rache
- 1971: Iwanow
- 1972: Im Namen der Freiheit (televisie)
- 1972: Mit dem Strom (televisie)
- 1972: Einmal im Leben – Geschichte eines Eigenheims
- 1974: The Odessa File
- 1974: Konfrontation
- 1976: Die Affäre Lerouge
- 1976: Alle Jahre wieder – Die Familie Semmeling
- 1976: Der Winter, der ein Sommer war nach Sandra Paretti
- 1978: Die gläserne Zelle
- 1979: Revolution in Frankfurt
- 1980: Der Thronfolger (televisie)
- 1983: Die Schaukel
- 1986: Goethe im Examen (korte film)
- 1989: Asterix – Operation Hinkelstein (stemacteur voor  Obelix)
- 1990: Der zerbrochene Krug
- 1994: Schwarz greift ein – Auge um Auge
- 1996: Der Schattenmann
- 1998: Die Honigfalle – Verliebt in die Gefahr

### Tv-series en -reeksen
- 1966: Cliff Dexter – Die herrenlose Dogge (ZDF-tv-serie)
- 1971: Tatort –Frankfurter Gold
- 1972: Der Illegale – (ZDF-meerdelige serie, deel 3)
- 1973: Tatort – Ein ganz gewöhnlicher Mord
- 1973: Sonderdezernat K1 - Kassensturz nach Mitternacht
- 1974: Telerop 2009 – Es ist noch was zu retten
- 1974: Die unfreiwilligen Reisen des Moritz August Benjowski
- 1975: Derrick – Tod am Bahngleis
- 1975: Tatort – Die Rechnung wird nachgereicht
- 1975: Des Christoffel von Grimmelshausen Abenteuerlicher Simplicissimus
- 1976: Die Affäre Lerouge
- 1976: Tatort – Zwei Flugkarten nach Rio
- 1977: Tatort – Himmelblau mit Silberstreifen
- 1977: Derrick – Hals in der Schlinge
- 1977: Sonderdezernat K1 – Der Regen bringt es an den Tag
- 1977: Tatort – Flieder für Jaczek
- 1978: Ein Mann will nach oben
- 1978: Vorsicht! Frisch gewachst
- 1978: Kommissariat 9 - Ein Schluck aus der Pulle
- 1979: Die Buddenbrooks
- 1980: Tod eines Schülers
- 1980: St. Pauli-Landungsbrücken (tv-serie, een aflevering)
- 1981: Tatort – Schattenboxen
- 1981–1988: Ein Fall für zwei
- 1983: Schwarz Rot Gold – Kaltes Fleisch
- 1983–1994: Diese Drombuschs
- 1984: August der Starke
- 1984: Franz Xaver Brunnmayr
- 1986–1990: Hessische Geschichten
- 1987–1993: Mit Leib und Seele (ZDF-tv-serie)
- 1988: Die Schwarzwaldklinik - Gewichtsprobleme
- 1994: Schwartz greift ein - Auge um Auge
- 1994–1998: Der König

- Gemeinsame Normdatei: 119293544
- International Standard Name Identifier: 0000 0000 4491 8682
- Library of Congress Control Number: no2002070542
- Nationale Bibliotheek van Letland: 000348127
- MusicBrainz: bc38289d-9155-4fac-aff2-26eb89d718c1
- Virtual International Authority File: 74659889
- WorldCat: E39PBJyWPb7rrrc6PKKXFMbWXd